# Юхан Фалк
Юхан Петер Фалк (на шведски: Johan Peter (Pehr) Falck; на немски: Johann Peter (Pehr) Falck; на руски: Иоганн Петер Фальк) е шведски ботаник и изследовател на руска служба.

## Произход и образование (1732 – 1768)
Роден е на 26 ноември 1732 година в енория Бродеторп, Вестра Йоталанд, Швеция. Завършва Университета в Упсала със степен доктор по медицина. Изучава биология под ръководството на Карл Линей. Благодарение на Линей е приет в Петербургската академия на науките и е назначен за директор на ботаническата градина.

## Изследователска дейност (1768 – 1774)
През 1768 – 1774 г. Фалк участва в Академическата експедиция, организирана от Петербургската академия на науките за изучаване на естествено-историческите и етнографски особености на Европейска Русия.
Фалк изследва Средното и Долно Поволжие, Среден и Южен Урал и част от Югозападен Сибир. През есента на 1769 пресича Окско-Донската низина, изследва цялото течение на река Медведица (745 км, ляв приток на Дон), като по този начин пресича централната част на Приволжкото възвишение. Изследва и част от левия бряг на Дон до устието на река Иловля, като след това се придвижва до Астрахан.
През 1770 г. пресича Прикаспийската низина в североизточна посока и изследва река Урал до 54º с.ш. През 1771 извършва експедиция в Югозападен Сибир. През 1772 изследва източните склонове на Среден Урал. През пролетта и лятото на 1773 г. изследва Волга от Казан до Астрахан (над 1500 км) и езерата на запад от Астрахан, между 47 – 48º с.ш., след което се придвижва на югозапад до река Терек и се връща обратно в Астрахан, като по този начин пресича югозападната част на Прикаспийската низина.
В течение на шест години Фалк събира голямо количество материали касаещи главно флората на приуралските степи и бита на киргизите и след неговата смърт те са обработени и систематизирани от Йохан Готлиб Георги и Ерик Лаксман в книгата „Beyträge zur topographischen Kenntniss des Russischen Reichs“ (Вклады к топографическому знанию Российскаяа империя). St. Petersburg: gedruckt bey der Kayserl. Akademie der Wissenschaften, 1785 – 1786. Тома 1 – 3, която излиза на немски език и е придружена с рисунки и карти.

## Смърт (1774)
На 31 март 1774 г. по време на хипохондричен припадък Фалк се застрелва в Казан.